# Annularia (рослини)
Annularia — викопний рід хвощеподібних рослин вимерлої родини каламітових (Calamitaceae), що існував у кам'яновугільному періоді. Відбитки рослин знайдено у США, Канаді, Європі, Росії та Китаї.

## Опис
Це були дерева заввишки до 10 м. З кожного стеблового вузла відростали гілочки з 8-13 листками. Форма листя досить мінлива, від овальної до ланцетоподібної, залежно від виду.